# Rudolf Sohm
Rudolf Sohm (* 1. Juli 1939 in Dornbirn) ist ein österreichischer Politiker (ÖVP). Sohm war von 1984 bis 1999 Bürgermeister der Stadt Dornbirn im österreichischen Bundesland Vorarlberg.

## Politische Karriere
Rudolf Sohm wuchs in einer Handwerkerfamilie auf und absolvierte die Matura an einer Handelsakademie. Im Anschluss zog es ihn zunächst in die Privatwirtschaft, wo er bis zum Exportleiter der Firma F. M. Hämmerle aufstieg. Politisch war Sohm zunächst als Vizebürgermeister Dornbirns tätig, ehe er nach dem Rücktritt von Bürgermeister Karl Bohle zum Ende des Jahres 1983 am 19. Jänner 1984 von der Stadtvertretung zu dessen Nachfolger gewählt wurde. Bei den Gemeindevertretungswahlen 1985, 1990 und 1995 gelang Rudolf Sohm jeweils die Wiederwahl als Bürgermeister und die Erhaltung der absoluten Mehrheit für die ÖVP in Dornbirn. 
In Rudolf Sohms Amtszeit als Bürgermeister fielen unter anderem der Bau der neuen Stadtstraße (heutige Straßenführung der Vorarlberger Straße L190 durch das Dornbirner Stadtzentrum), die Errichtung der Fußgängerzone rund um den Dornbirner Marktplatz 1989 sowie die Einführung des Stadtbussystems in Dornbirn. 
Im Frühjahr 1999 trat Rudolf Sohm schließlich nach 15-jähriger Amtszeit als Bürgermeister aus Altersgründen zurück. Zu seinem Nachfolger wählte die Stadtvertretung wiederum seinen Vizebürgermeister Wolfgang Rümmele. Nach seinem Ausscheiden aus der Kommunalpolitik wurde Rudolf Sohm noch im Jahr 1999 die Ehrenbürgerschaft seiner Heimatgemeinde Dornbirn verliehen.